# PuertoCiencia
El PuertoCiencia es un museo interactivo dedicado a la popularización de la ciencia. Depende de la Facultad de Ingeniería (UNER) de la Universidad Nacional de Entre Ríos (UNER).
Fue inaugurado el 26 de octubre de 1996 en la ciudad de Paraná. En ese momento no contaba con sede propia, funcionando bajo modalidad itinerante. En 2001 realiza un convenio con la Municipalidad de Paraná para conseguir una sede física y desde 2002 se establece como una actividad permanente de extensión de la UNER. Su primer director fue el Ing. Agustín Carpio.

## Personal
El personal del museo está integrado por:
- Directora: Bioing. Celina Bratovich
- Integrantes: Bioing. Walter Leo Salgado, Prof. Marcela Di Luzio, Exequiel Porte, Bioing. Nahuel Valiente.